# مشروع قانون الأراضي المحتلة (أيرلندا)
مشروع قانون مراقبة النشاط الاقتصادي (الأراضي المحتلة) لعام 2018  (المعروف عمومًا باسم مشروع قانون الأراضي المحتلة)  هو قانون أيرلندي مُقترح من شأنه أن يحظر ويجرم «التجارة مع المستوطنات الإسرائيلية غير القانونية والدعم الاقتصادي لها في الأراضي التي تعتبر محتلة بموجب القانون الدولي»، وأبرزها المستوطنات الإسرائيلية في الأراضي التي تحتلها إسرائيل بعد عام 1967.  سوف يواجه المخالفون غرامات تصل إلى 250 ألف يورو ومدة تصل إلى خمس سنوات في السجن. 

## التأثيرات المحتملة

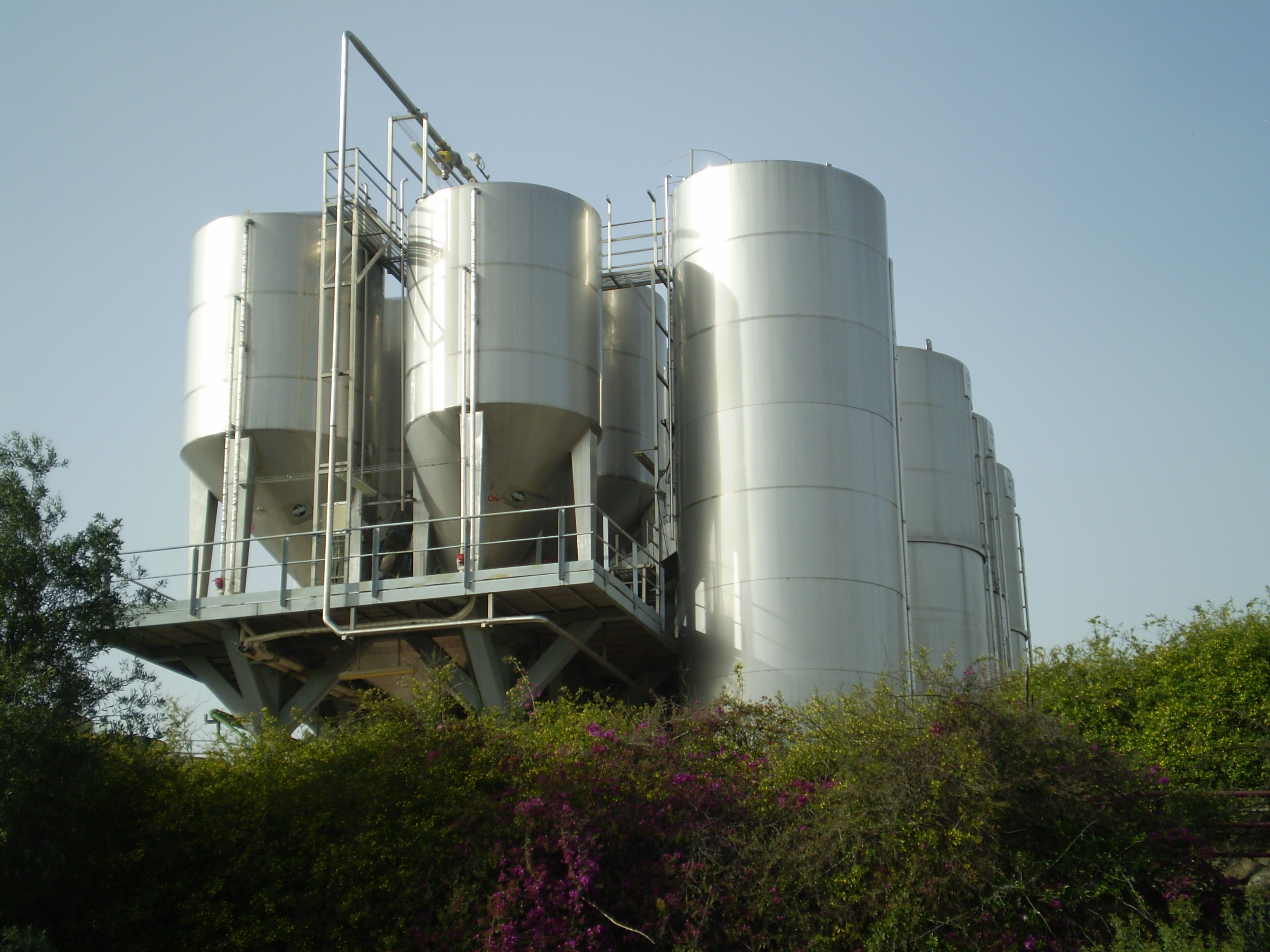
إن شراء منتجات مصانع النبيذ في مرتفعات الجولان قد يؤدي إلى عقوبة تصل إلى خمس سنوات في السجن.

يُقدر أنه اعتبارًا من 2019 تبلغ قيمة الواردات الأيرلندية من المستوطنات الإسرائيلية ما بين 500 ألف يورو و1.5 مليون يورو سنويًا، من إجمالي الواردات الأيرلندية البالغة 50 مليون يورو.  لدى أيرلندا فائض تجاري بقيمة مليار دولار مع إسرائيل، حيث صدرت أكثر من 1.2 مليار دولار إلى البلاد في عام 2018. 